# 1310
Năm 1310 là một năm trong lịch Julius.